# Rosa andrzejowskii
Rosa andrzejowskii là loài thực vật có hoa trong họ Hoa hồng. Loài này được Stev. ex M. Bieb. miêu tả khoa học đầu tiên.